# 亚历克西斯·勒布伦
亚历克西斯·勒布伦（法語：Alexis Lebrun，2003年8月27日—），法国男子乒乓球运动员，2024年巴黎奥运会乒乓球男子团体铜牌、2024年歐洲桌球錦標賽男子单打和双打金牌得主。弟弟费利克斯同样是乒乓球选手。

## 职业生涯

### 崭露头角
2022年8月，参加成人组国际比赛不到一年的艾利克斯·勒布伦在WTT常规挑战赛突尼斯站中获得男单亚军。
2023年4月，在WTT冠军赛澳门站男单比赛中，艾利克斯·勒布伦爆冷战胜奥运冠军樊振东，闯入四强。同年6月，艾利克斯在波兰举办的第三届欧洲运动会中收获单打、团体两枚铜牌。10月，艾利克斯同弟弟费利克斯·勒布伦合作，夺得WTT球星挑战赛兰州站男双冠军，这是艾利克斯的首个国际比赛桂冠。

### 逐步上升
在2024年2月举办团体世乒赛上，艾利克斯所在的法国队获得男团银牌。同年5月，获得WTT常规挑战赛太原站男单亚军。同年6月，艾利克斯在WTT常规赛萨格勒布站收获男单和男双冠军，这也是他首次夺得国际赛事单打冠军。
2024年巴黎奥运会，艾利克斯·勒布伦作为东道主球员身兼三项，参加单打、团体、混双的比赛，并最终收获一枚团体铜牌。
2024年10月，艾利克斯在歐洲桌球錦標賽豪夺男单、男双两冠，职业生涯首次解锁欧洲冠军。11月，在日本福冈举行的WTT年终总决赛上，艾利克斯与弟弟费利克斯携手，首次夺得总决赛男双冠军。